# Битва при Чосинском водохранилище 2
«Би́тва при Чо́синском водохрани́лище II» (англ. The Battle at Lake Changjin II, кит. 长津湖之水门桥), также известный как «Мост „Водяны́е во́рота“» (англ. Water Gate Bridge) — китайский эпический военный фильм 2022 года, являющийся продолжением фильма «Битва при Чосинском водохранилище» (2021). Поставили и спродюсировали фильм Чэнь Кайгэ, Цуй Харк и Данте Лам, а в главных ролях У Цзин, Джексон И и Дуань Ихун. Фильм был посвящен 100-летию Коммунистической партии Китая и основан на исторических боях на перевале Фунчилин во время битвы при Чосинском водохранилище во время Корейской войны.
Фильм был выпущен 1 февраля 2022 года (в Китайский Новый год). К концу 17 апреля 2022 года фильм собрал в Китае 626,6 миллионов, став 9-м самым кассовым проектом 2022 года.

## Сюжет
После боев у Синхун-ни и Хагару-ри, 7-я рота Китайской народной добровольческой армии прибывает к мосту «Водяные ворота» на перевале Фунчилин, который охраняет стратегический пункт на пути отступления 1-й американской дивизии морской пехоты и 7-я рота вступает в снайперскую перестрелку с американскими войсками.

## Актёрский состав
| Исполнитель | Роль                  | Описание | Примечания                        |
| ----------- | --------------------- | --- | --------------------------------- |
| У Цзин      | У Цяньли              | Командир 7-й роты                                                                                                   | Основан на Ли Чаньяне (李昌言)    |
| Джексон И   | У Ваньли              | Солдат артиллерийского взвода 7-й роты и младший брат У Цяньли                                                      |                                   |
| Дуань Ихун  | Тань Цзывэй           | Командир 3-го батальона                                                                                             |                                   |
| Чжу Явэнь   | Мэй Шэн               | Политический комиссар 7-й роты                                                                                      | Основан на Чжуан Юаньдун (庄元东) |
| Ли Чэнь     | Юй Цунжун             | Командир огневого взвода 7-й роты                                                                                   |                                   |
| Элвис Хань  | Пин Хэ                | Снайпер 7-й роты |                                   |
| Чжан Ханьюй | Сун Шилунь            | Заместитель командующего Народной добровольческой армии, командир и политический комиссар 9-й армейской группы НОАК |                                   |
| Гэн Лэ      | Командир батальона Ян | |                                   |
| Ду Чунь     |                       | |                                   |

## Производство
Фильм «Битва при Чосинском водохранилище II» был снят параллельно с первым фильмом «Битва при Чосинском водохранилище» в начале 2021 года. По словам президента и продюсера Bona Film Group Юй Дуна, фильм «завершит историю 7-й роты и заставит людей понять, почему ее называют стальной 7-й ротой"». Производством руководила кинослужба отдела рекламы Коммунистической партии Китая. Основная часть фильма была снята в начале 2021 года двумя съемочными группами, которые снимали в общей сложности 210 дней. Некоторые сцены были пересняты на студии Hengdian World Studios в конце 2021 года.
В фильме были использованы обширные спецэффекты, включая белый песок стоимостью в миллионы юаней, который был доставлен в Хенгдиан для использования в качестве искусственного снега. Актерам также нанесли специальный грим, чтобы имитировать обморожение лиц персонажей.
Актер У Цзин сказал, что бои в этом фильме были сложнее, чем в предыдущем.

## Релиз
13 января 2022 года было объявлено, что фильм выйдет в прокат 1 февраля (в Китайский Новый год) как фильм, посвященный китайскому Новому году.
Он был выпущен в кинотеатрах IMAX и стал частью второго по величине кассовых сборов китайского Нового года IMAX после 2021 года.
В своем интервью Юй Дон предположил, что продюсерская компания может выпустить шестичасовую режиссерскую версию, включающую материалы из фильма «Битва при Чосинском водохранилище» и его продолжения.

## Реакция

### Кассовые сборы
К концу 17 апреля 2022 года фильм собрал на внутреннем китайском рынке 4,214 миллиарда юаней (676 миллионов долларов США).
Дебютный день фильма составил 641 млн китайских юаней (100,7 млн долларов США), став вторым по величине дебютным днем китайского Нового года в истории, что примерно на 35 % ниже рекорда, установленного детективом «Детектив из Чайнатауна 3». За три дня фильм заработал 241 млн долларов США, а за пять дней — 351 млн долларов США, обойдя оригинальный фильм по обоим показателям. За первую неделю китайских новогодних праздников фильм собрал 398 млн долларов США, получив 981 млн китайских юаней (154 млн долларов США) за премьерные выходные. В первые два дня проката средняя цена билета составляла от 9,00 до 10,00 долларов США, что ниже, чем средняя цена билетов на конкурирующие фильмы «Снайперы» и «Наркотик для будущего», возможно, потому, что фильм «Битва при Чосинском водохранилище II» был более широко показан в городах с более низкими ценами на билеты. После первых выходных сборы начали падать: с 288 миллионов китайских юаней (45 миллионов долларов США) в воскресенье до 189 миллионов китайских юаней (29,7 миллиона долларов США) в первый понедельник.

### Критика
Фильм получил оценки 7,2 из 10 и 9,6 из 10 на китайских сайтах-агрегаторах Douban и Maoyan соответственно, по сравнению с 7,4 и 9,5 для своего предшественника.
Скотт Мендельсон из Forbes назвал фильм «просто боевиком» и сказал, что он патриотичен, но «не совсем националистичен или ужасно джингоистичен».

## Комментарии
1. ↑  События фильма «Битва при Чосинском водохранилище» (2021).

## Внешние ссылки
- The Battle at Lake Changjin II at Douban (in Chinese)
- The Battle at Lake Changjin II at Mtime.com (in Chinese)
- «Битва при Чосинском водохранилище 2» (англ.) на сайте Internet Movie Database